# مارتن كوهن (فيلسوف)
مارتن كوهن (بالإنجليزية: Martin Cohen)‏ هو فيلسوف بريطاني، ولد في 1964.

## وصلات خارجية
- مارتن كوهن على موقع قاعدة بيانات الفيلم (الإنجليزية)